# Metaxyceae
Metaxyaceae é uma família da ordem Cyatheales, classe Polypodiopsida, que inclui as samambaias. É distribuída neotropicalmente com ocorrência nas Américas, distribuída no sul do México,  América  Central, Pequenas  Antilhas,  Trinidad,  Colômbia,  Venezuela, Guianas,  Equador,  Peru,  Bolívia  e  Brasil  (Riba,  1995).
São plantas terrestres majoritariamente rupícolas, ou seja, vivem sobre afloramentos rochosos e, em casos raros, são epífitas. São caracterizadas por possuírem rizoma bastante resistente que crescem produzindo brotos, e apresentam estelos com o tecido parenquimatoso central cercado pelo sistema vascular, além disso, o ápice é caracterizado pela presença de pelos e ausência de escamas. O pecíolo é contínuo ao rizoma com presença de feixe vascular na base.
O tricoma apresenta coloração amarelada ou alaranjada e é dividido em septos, o que pode ser facilmente observado.
Suas folhas são monomórficas, ou seja, possuem a mesma forma, semelhantes entre si, e podem crescer emitindo aglomerados de brotos e caules, além de apresentarem raízes constituídas por vários eixos. As lâminas têm o formato pinado e a grande maioria não apresenta pubescência, apesar de algumas manifestarem pelos esparsos.
A distribuição de suas nervuras podem apresentar padrão aberto, simples ou bifurcado. Os soros ficam na parte inferior das lâminas foliares, irregularmente dispostos, com presença de paráfises e ausência da proteção dos esporângios (indúsios). Os esporângios também possuem pedicelos curtos e os esporos podem ser tetraédricos, globosos ou triletes, ou seja, com formato semi triangular e estrutura em forma de Y.
No Brasil ocorre na região Amazônica, Paraíba, Pernambuco e Bahia com 04 das 06 espécies de seu único gênero, Metaxya: Metaxya lanosa A. R. Sm. & Tuomisto , Metaxya parkeri (Hook. & Grev.) J. Sm., Metaxya rostrata (Kunth) C.Presl, Metaxya scalaris Tuomisto & G.G. Cárdenas.